# Liste der Naturdenkmale in Kleinich
Die Liste der Naturdenkmale in Kleinich nennt alle auf dem Gebiet der Gemeinde Kleinich in Rheinland-Pfalz gelegenen Naturdenkmale (Stand 11. März 2024). Sie sind nach § 22 LNatSchG (Rheinland-Pfalz) durch Rechtsverordnung geschützt und in das von der Kreisverwaltung Bernkastel-Wittlich als Untere Naturschutzbehörde geführte Naturdenkmalbuch eingetragen.

## Naturdenkmale
| Nr.         | Bezeichnung | Lage                                                               | Beschreibung                                                                                              | Bild            |
| ----------- | ----------- | ------------------------------------------------------------------ | --- | --------------- |
| ND-7231-398 | Zwei Buchen | Oberkleinich, südlich des Ortes; Flur Die Dörrwies Lage            | Fagus sylvatica, um 1800 gekeimt; einer von ursprünglich zwei Bäumen, der andere 2006 gefällt             | Fotos hochladen |
| ND-7231-399 | Zwei Linden | Fronhofen, bei Nr. 12 Lage                                         | Tilia sp., um 1860 gekeimt; einer von ursprünglich zwei Bäumen                                            | Fotos hochladen |
| ND-7231-401 | Felsengrat  | Emmeroth, westlich des Ortes; Abteilung Beim Kammersweg Lage       | senkrecht aufsteigender Felsgrat aus Quarzit und Schiefer bestehend; am Fuß 2 m, oben 1 m breit, Höhe 8 m | Fotos hochladen |
| ND-7231-402 | Linde       | Ilsbach, bei Nr. 7 Lage                                            | Tilia sp., um 1870 gekeimt                                                                                | Fotos hochladen |
| ND-7231-404 | Bildstein   | Pilmeroth, südwestlich des Ortes; Abteilung Ewertswald Lage        | Quarzitfelsen, ca. 15 m hoch und 12 m breit                                                               | Fotos hochladen |
| ND-7231-526 | Eiche       | Fronhofen, nordwestlich des Ortes; Flur Auf der Scheer Lage        | Quercus sp., um 1800 gekeimt; einer von ursprünglich zwei Bäumen                                          | Fotos hochladen |
| ND-7231-530 | Kugelbuche  | Oberkleinich, südöstlich des Ortes; Flur Bei den Buchenbäumen Lage | Fagus sylvatica, um 1800 gekeimt                                                                          | Fotos hochladen |

## Ehemalige Naturdenkmale
| Nr. | Bezeichnung | Lage                             | Beschreibung                                 | Bild                                    |
| --- | ----------- | -------------------------------- | -------------------------------------------- | --------------------------------------- |
|     | Termbuche   | Pilmeroth, östlich des Ortes (?) | Fagus sylvatica; Rechtsverordnung aufgehoben | Direkt Bild zu diesem Denkmal hochladen |
|     | Linde       | Götzeroth, Ortmitte Lage         | Tilie sp.; Rechtsverordnung aufgehoben       | Direkt Bild zu diesem Denkmal hochladen |